# Волотка, Денис Владимирович
Денис Владимирович Волотка (род. 10 октября 1985, Бурабай, Кокчетавская область) — казахстанский лыжник, победитель этапа Кубка мира, призёр Универсиады. Наиболее успешно выступает в спринтерских гонках.

## Карьера
В Кубке мира Волотка дебютировал в 2010 году. Кроме этого на сегодняшний момент имеет 4 попадания в десятку лучших на этапах Кубка мира, 3 в командных соревнованиях и 1 в личных. Лучшим достижением Волотки в общем итоговом зачёте Кубка мира является 117-е место в сезоне 2011-12.
За свою карьеру принимал участие в пяти чемпионатах мира (2011, 2013, 2015, 2017, 2019), на чемпионате мира 2011 года занял 6-е место в командном спринте.
Последний раз выходил на старт этапа Кубка мира в феврале 2020 года.
Использовал лыжи производства фирмы Fischer, ботинки и крепления Salomon.